# Shīsā

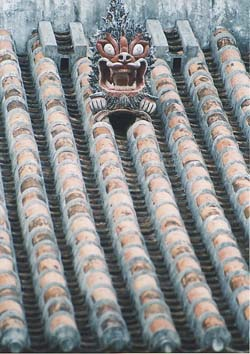
Un shīsā sur une maison traditionnelle.

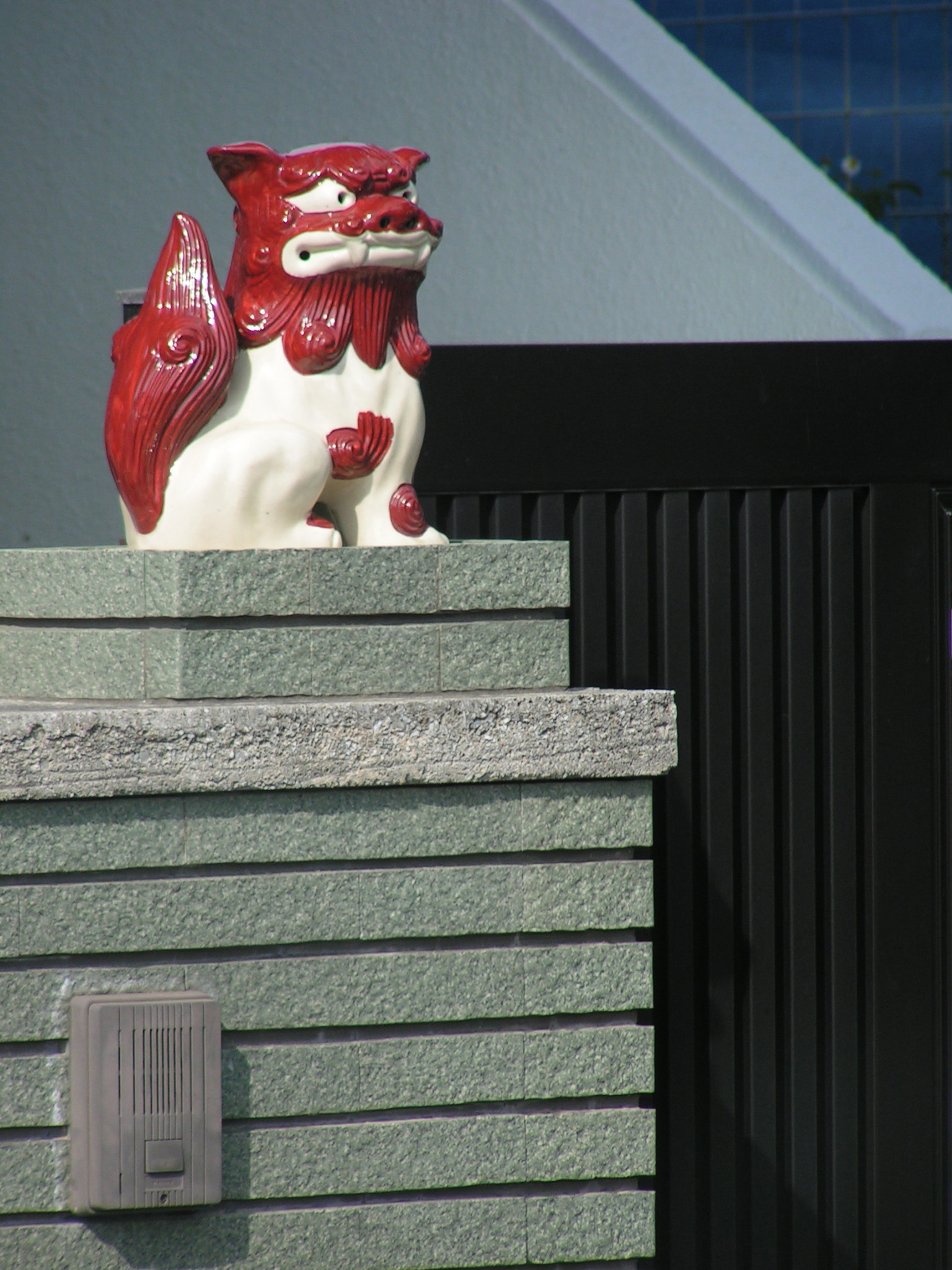
Un autre shīsā.

Les shīsā (シーサー, en okinawaïen : siisaa) sont des sculptures de taille limitée, à mi-chemin entre le lion et le chien, posées sur les toits des maisons traditionnelles d'Okinawa. Dérivés des komainu ou lions gardiens importés de Chine au XIVe siècle, les shīsā sont considérés comme des protections repoussant les forces maléfiques. Ils sont souvent posés par paires. Dans certaines paires, celui de gauche a la gueule close et celui de droite, la gueule ouverte.
Le mâle est toujours placé à droite et garde les mâchoires ouvertes afin d'éloigner les mauvais esprits. La femelle, quant à elle, ferme la bouche afin que le bonheur ne se sauve pas.
À l'origine, les shīsā étaient placés sur les toits des palais, des temples et d'autres bâtiments, sièges de pouvoirs impérial ou local. L’usage des shīsā comme talisman s'est répandu dans la population d'Okinawa à la fin du XIXe siècle, quand l'interdiction d'utiliser les tuiles rouges pour les maisons de roturiers fut levée.
Les shīsā sont généralement en céramique ou en plâtre et ils ont souvent des détails humoristiques.